# 249300 Karenmortfield
249300 Karenmortfield è un asteroide della fascia principale. Scoperto nel 2008, presenta un'orbita caratterizzata da un semiasse maggiore pari a 2,5580964 au e da un'eccentricità di 0,0545430, inclinata di 3,63310° rispetto all'eclittica.
L'asteroide è dedicato alla canadese Karen Mortfield, mecenate dell'osservatorio David Dunlop.